# 谷口義久
谷口 義久（たにぐち よしひさ、1927年（昭和2年）3月11日 - 2015年（平成27年）4月2日）は、政治家。従四位。元京都府亀岡市長。京都府出身。

## 人物・経歴
京都府出身。1944年（昭和19年）大津鉄道青年錬成所本科を卒業後、1946年大井村役場（現・亀岡市役所）入庁。同市企画管理室長、同市助役を務める。
1979年、当時現職の市長である小島幸夫を破り、亀岡市長に当選。以後、5期務める。同市長在任中に全国市長会理事、近畿市長会副会長、京都府市長会会長、京都府中部広域消防組合管理者、京都中部広域市町村圏協議会長、北陸新幹線口丹波建設促進協議会長、財団法人亀岡市住宅供給公社会長を歴任。
嵯峨野線（山陰本線京都 - 園部間）の複線電化、京都縦貫自動車道建設、北陸新幹線の若狭ルート誘致、日吉ダム建設を大型プロジェクトと位置付け、同市の近代化に貢献した。また、交通網の整備や大型住宅開発を進めたことにより、京都市や大阪府の衛星都市として確立させ、就任前は6万人程度だった人口が10万人近くまで急増した。
生涯学習都市づくりを進め、オクラホマ州立大学日本校（現在は廃校）の誘致やガレリアかめおかの建設を進めた。また、運動公園や農業公園の整備、市の木「さくら」の制定と亀岡市都市緑花協会の設立、新市庁舎の建設にも尽力した。さらに、スティルウォーター市、ジャンヂーラ市との姉妹都市盟約締結、蘇州市との友好交流都市盟約締結など国際交流を推進。
1999年、亀岡市長選に出馬せず引退。2015年4月2日、肺がんのため京都市内の病院で死去。88歳。

## 栄典
- 1998年　全国土地改良事業団体連合会会長表彰、全国農業共済協会会長表彰
- 1999年　全国さくら功労者、亀岡市自治功労者、勲四等旭日小綬章
- 2005年　亀岡市制50周年記念特別功労表彰
- 2015年　従四位
- 2019年　亀岡市名誉市民[3]